# Nakagin Capsule Tower
Der Nakagin Capsule Tower (japanisch 中銀カプセルタワー, Nakagin Kapuseru Tawā; deutsch in etwa: „Kapsel-Turm auf der mittleren Ginza“) war ein Wohn- und Bürogebäude, das der japanische Architekt Kisho Kurokawa 1972 im Tokioter Stadtteil Ginza errichten ließ.

## Architektur
Das Gebäude hatte 13 Stockwerke. In den ersten beiden Etagen wurden konventionelle Büroräume untergebracht, darüber waren auf 9 resp. 11 Stockwerken um zwei Erschließungskerne 140 Wohnmodule montiert. Die standardisierten Module sollten industriell vorgefertigt in großer Stückzahl auf den Markt kommen. Sie waren mit den zwei Hauptstützen nur mit vier Bolzen verbunden, wodurch sie leicht hätten abgetrennt werden können, um sie gegen aktuellere Modelle auszutauschen – von dieser Möglichkeit wurde aber kein Gebrauch gemacht. Zudem hätten sie zu größeren Einheiten zusammengefügt werden können.
Die vorfabrizierten Module oder Kapseln (englisch: modules oder capsules) maßen 2,3 m × 3,8 m × 2,1 m. Kurokawa wies darauf hin, dass diese Grundfläche den Dimensionen eines traditionellen Teehauses von vier Tatami entspricht. Sie fungierten als kleine Wohn- oder Büroeinheiten.

## Geschichte
Mit dem Nakagin Capsule Tower beantwortete der Architekt Kurokawa eine der zentralen Forderungen des Metabolismus. Die in den Kern eingehängten, standardisierten Wohneinheiten sollten flexibel miteinander zu verbinden sein und als Konstruktionsprinzip für ganze Städte dienen. Diese Hoffnung erfüllte sich jedoch nicht.
Nach vierzig Jahren wies der Turm vor allem durch seine Asbestbelastung und Feuchtigkeitsschäden durch undichte Wasserleitungen einen erheblichen Sanierungsbedarf auf. Eine Sanierung erschien unwirtschaftlich; eine erforderliche Mehrheit von mehr als 80 % der Eigentümergemeinschaft stimmte 2007 für Abriss und Neubau. Durch die Auswirkungen der Finanzkrise ab 2007 waren diese Planungen zunächst aber nicht realisierbar.
Seitdem machte sich eine Gruppe von Bewohnern um Tatsuyuki Maeda für den Erhalt des Gebäudes stark. Das Nakagin Capsule Tower Preservation and Rehabilitation Project leistete Öffentlichkeitsarbeit und klärte über die Bedeutung des Gebäudes auf; zusätzlich entstand eine über crowdfunding finanzierte Publikation, die über den Turm und seine Bewohner informierte. Das Projekt bemühte sich zudem, zum Verkauf stehende Kapseln an architekturinteressierte Käufer zu vermitteln, um den für eine entscheidende Mitsprache notwendigen Eigentümeranteil von mindestens 20 % zu erreichen.  Im Dezember 2015 einigte sich die Eigentümerversammlung darauf, 2016 ein Gutachten über die Erdbebensicherheit des Gebäudes zu erstellen und auf der Grundlage dieser Erkenntnisse neu über Abriss oder Restaurierung zu diskutieren.
Ein Aufruf, den Nakagin Capsule Tower zu einem Welterbe zu machen und das Gebäude damit zu schützen, fand keinen großen Widerhall. Im März 2021 wurde auf einer Eigentümerversammlung beschlossen, dass die Eigentümer ihren Anteil am Gebäude an den Besitzer des Landstückes verkaufen sollen, auf dem der Turm gebaut wurde. Laut Nakagin Capsule Tower Preservation and Rehabilitation Project, das für den Erhalt des Turmes kämpft, sei ein Abriss im Sommer bis Herbst 2022 zu erwarten. Aktivisten wollten jedoch versuchen, die am Turm montierten Kapseln zu erhalten und andernorts als eigenständige Wohneinheiten zu nutzen. Einige der Kapseln sollten auch an verschiedene Museen gespendet werden. Im April 2022 begannen die Abrissarbeiten, in deren Verlauf zunächst die Kapseln demontiert und dann die Betontürme der Tragstruktur abgerissen wurden. Der Vorgang sollte bis Ende 2022 abgeschlossen werden.

## Digitales 3D-Archiv
Der Abriss des Nakagin Capsule Tower Building begann am 12. April 2022. Während der Abriss des Gebäudes als Meisterwerk des Metabolismus von vielen Architekturfans und Forschern bedauert wird, hat ein Projektteam unter der Leitung von gluon ein digitales 3D-Archivierungsprojekt gestartet, um das gesamte Gebäude in 3D-Daten zu konservieren und so seinen architektonischen Wert zu erhalten. Bei diesem Projekt wurde das gesamte Gebäude mit einer Kombination aus Laserscandaten, die Entfernungen auf den Millimeter genau messen, und mehr als 20.000 von Kameras und Drohnen aufgenommenen Fotos gescannt. Augmented Reality des Nakagin Capsule Tower Building wurde ebenfalls durch ein digitales 3D-Archivierungsprojekt vorgestellt.

## Im Film
- Michael Blackwood: Kisho Kurokawa: From Metabolism to Symbiosis (1993)[8]
- Jesper Wachtmeister: Kochuu (2003), mit Kisho Kurokawa[9]
- Rima Yamazaki: Japanese Metabolist Landmark on the Edge of Destruction (2010). Interviews mit Architekten und Bewohnern des Nakagin Tower.[1]
- In Wolverine: Weg des Kriegers (2013) stellt der Nakagin Capsule Tower ein Love Hotel dar.[10]